# شلل الأطراف الأربعة
الشلل الرباعي هو شلل ينتج عن مرض أو إصابة تؤدي إلى عجز جزئي أو تام عن استخدام كل الأطراف والجذع. إن الشلل النصفي (أو السفلي) يشبه الشلل الرباعي، إلا أنه مختلف عنه بكونه لا يؤثر على الذراعين. عادة ما يكون العجز حركياً وحسياً، أي أنه يتم فقد كلاً من الإحساس والقدرة على التحكم في الحركة.
في المقابل، فإن «الخزل الرباعي» يعني أن هناك ضعفاً في العضلات يؤثر على الأطراف الأربعة،  وقد يكون إما ارتخاء أو تشنجات.

## العلامات والأعراض
على الرغم أن العرض الأكثر وضوحا هو وجود خلل وضعف في الأطراف، إلا أنه يحدث كذلك ضعف في فعالية جذع الجسم. هذا قد يعني فقدان أو ضعف في السيطرة على الأمعاء والمثانة، والوظيفة الجنسية والهضم، والتنفس وغيرها من الوظائف اللاإرادية. وعلاوة على ذلك، عادة ما يضعف الإحساس في المناطق المتضررة. هذا قد يظهر على هيئة شعور بالتخدير، أو انخفاض في مستوى الإحساس، أو ألم ناتج عن التهاب الاعتلال العصبي. (بحاجة لمصدر موثوق)
من جهة أخرى، نظراً لعدم قدرة الأشخاص المصابين بالشلل الرباعي على الحركة، فإن ذلك يجعلهم أكثر عرضة للتقرحات وهشاشة العظام، والكسور وتصلب الشرايين والتشنجات، ومضاعفات والتهابات في الجهاز التنفسي، وخلل المنعكسات اللاإرادي،  وتخثرات أو جلطات عميقة في الأوردة، وأمراض القلب والأوعية الدموية.
تعتمد شدة الشلل على كل من مستوى إصابة النخاع الشوكي، ومدى امتداد الإصابة.
إن الفرد الذي يتعرض لإصابة في الفقرة العنقية الأولى (أعلى فقرة عنقية عند قاعدة الجمجمة)، من المحتمل أن تتعطل لديه الوظائف بدءاً من الرقبة ونزولاً لأسفل الجسم، ويمكن أن يصبح الشخص معتمدا على جهاز التنفس الصناعي.
أما الفرد الذي يتعرض لإصابة عند الفقرة السابعة يمكن أن تتعطل وظائف أعضائه بدءاً من الصدر ونزولا للأسفل، ولكن يبقى محتفظاً بقدرته على استخدام ذراعيه ويديه.
كما يعد مدى امتداد الإصابة مهماً أيضاً. إن الانقطاع الكامل للنخاع الشوكي سينتج عنه تعطل الكامل للوظائف، أما الانقطاع الجزئي أو حتى تعرض النخاع الشوكي لكدمات يؤدي إلى درجات متفاوتة من اختلاط واضطراب الوظائف، والشلل.
من المفاهيم الخاطئة الشائعة حول الشلل الرباعي هو أن المصاب لا يمكنه تحريك ساقيه، أو ذراعيه، أو القيام بأي من الوظائف الأساسية، ولكن في الواقع، ليس هذا هو الحال في الكثير من الأحيان. بعض الأشخاص المصابين بالشلل الرباعي يمكنهم المشي واستخدام يديهم، كما لو أنه لم يكن لديهم إصابة في النخاع الشوكي. البعض الآخر قد يقومون باستخدام الكراسي المتحركة، ولكن يستطيعون تحريك ذراعيهم، ويستطيعون أيضاً تحريك أصابعهم بشكل خفيف. ولكن مجددا، يجدر الذكر أن ذلك يتفاوت بحسب الإصابة التي تعرض لها النخاع الشوكي.
إنه من الشائع توفر القدرة على تحريك الأطراف، كالقدرة على تحريك الذراعين ولكن ليس اليدين، أو القدرة على استخدام الأصابع، ولكن ليس بالقدر نفسه كما قبل الإصابة.
وعلاوة على ذلك، فإن العجز قد لا يكون بالمقدار نفسه في جانبي الجسم، فقد يكون أحد الجانبين الأيمن أو الأيسر أكثر تأثرا وضرراً من الجانب الآخر، وذلك يعتمد على موضع الأذى في النخاع الشوكي.

## الأسباب
ينتج الشلل الرباعي بسبب إصابة متقدمة ذات مستوى عال في الدماغ أو النخاع الشوكي (تحديدا من الفقرة 1 إلى الفقرة 7). تؤدي تلك الإصابة إلى فقدان الشخص بشكل جزئي أو كلي لوظائف أطرافه الأربعة ---- الذراعين والساقين --- .
يعرَّف الشلل الرباعي بأشكال عديدة. عادة ما تؤثر إصابة الفقرات من الفقرة الأولى الرابعة على حركة الذراع أكثر من تأثير إصابة الفقرات من الفقرة الخامسة إلى السابعة. مع ذلك، كل الأشخاص المصابين بالشلل الرباعي لديهم نوع من الخلل في وظيفة وأداء الأصابع. لذا، فأنه ليس بالغريب وجود أشخاص مصابين بالشلل الرباعي يمكنهم تحريك ذراعهم بشكل اعتيادي وبكامل طاقتها، ولكن مع عدم وجود تحكم عصبي بأصابعهم.
تكمن الأسباب الرئيسة أو المعتادة لهذه الأضرار في الرضّات والصدمات القوية (كحادث مروري، أو الغطس في مياه ضحلة، أو السقوط، أو الإصابات الرياضية)، المرض (كالْتِهابُ النُّخاعِ المُسْتَعْرِض، أو التصلب المتعدد، أو شلل الأطفال)، الاضطرابات الخلقية (الحَثَل العضلي).
إذا تعرضت الفقرات للكسر أو التحرك من مكانها ولكن لم يتعرض الحبل الشوكي لضرر، فمن الممكن أن يعاني شخص من كسر رقبته ولكن دون أي يصبح مصاباً بالشلل الرباعي. على العكس من ذلك، من الممكن أن يتعرض الحبل الشوكي لإصابة بدون تعرض العمود الفقري لكسر.

## التصنيفات
بحسب الجمعية الأمريكية لإصابات العمود الفقري، فإن إصابات الحبل الشوكي تصنف إلى قسمين، إما مكتملة أو غير مكتملة. إن مقياس الجمعية الأمريكية لإصابات العمود الفقري يصنف المرضى من أ إلى د، وذلك بحسب الخلل الوظيفي الناجم عن الإصابة (انظر الجدول 1 للمعايير)، وهذا له أهمية كبير في تخطيط العمليات الجراحية والعلاج.
الجدول 1 (مقياس الجمعية الأمريكية لإصابات العمود الفقري) 
| أ | كاملة       | لم يتم الاحتفاظ بأي من الوظائف الحسية أو الحركية في القطع العجزية 4 و5 .                                                             |
| ب | غير الكاملة | تم الاحتفاظ الوظائف الحسية فقط دون الحركية، أدنى المستوى العصبي ويشمل القطع العجزية 4 و5.                                            |
| ج | غير الكاملة | يتم الاحتفاظ بالوظيفة الحركية أدنى المستوى العصبي، ودرجة العضلات لأكثر من نصف العضلات الرئيسة أدنى المستوى العصبي هي أقل من 3.       |
| د | غير الكاملة | يتم الاحتفاظ بالوظيفة الحركية أدنى المستوى العصبي، ودرجة العضلات لما لا يقل عن نصف العضلات الرئيسة أدنى المستوى العصبي هي 3 أو أكثر. |
| ه | طبيعي       | تم الاحتفاظ بالوظيفة الحركية والحسية                                                                                                 |

### - الإصابات الكاملة للنخاع الشوكي
وفقا لعلم الفيزيولوجيا المرضية، فإن الحبل الشوكي للشخص المصاب بالشلل الرباعي يمكن تقسيمه إلى ثلاثة أجزاء أو قطع، حيث يكون هذا التقسيم مفيدا في عملية تصنيف الإصابة.
أولا، إصابة الجزء النخاعي الوظيفي. هذا الجزء يحتوي على عضلات وظيفية غير مشلولة الحركة يكون عملها إرادي وليس مستمراً. ويمكن تقييم قوة العضلات عن طريق مقياس المجلس البريطاني للبحوث الطبية، والذي يستخدم عندما يتم التخطيط لإجراء عملية جراحية للأطراف العليا، كما هو مشار إليه في «التصنيف الدولي لجراحة اليد لحالات الشلل الرباعي» 
ثانيا، القطعة التقرحية: وتتكون من عضلات متناظرة مزالة العصب. تكون الخلايا العصبية الحركية السفلى لهذه العضلات تالفة. إن هذه العضلات ذات ضغط ناقص، وضامرة، وليس لها أي نوع من التقلص التلقائي. وينبغي مراقبة ورصد ما إذا كان هناك أي وجود لتقلصات في المفاصل.
تحت هذه القطعة يوجد هناك قطعة متضررة أيضا، لكن الخلايا العصبية السفلية لها سليمة، هذا يعني أن ردود الفعل النخاعية موجودة، مع فقدان السيطرة من المخ، هذه العضلات تظهر بعص الزيادة في النبرة عند استطالتها وأحيانا تشنج، وتغذيتها جيدة.

### -الإصابات غير الكاملة للنخاع الشوكي
الإصابات غير الكاملة للنخاع تؤدي إلى أشكال متنوعة من الإصابات فيما بعد. يوجد هناك ثلاثة نواع من المتلازمة يمكن وصفها اعتمادا على الموقع ومدى امتداد الإصابة.
1. متلازمة الحبل المركزي: معظم الإصابات التي يتعرض لها الحبل تكون في المادة الرمادية للنخاع الشوكي، ولكن في بعض الأحيان تمتد الإصابة إلى المادة البيضاء.[6]

1. متلازمة «براون سيكوار»: قسم «هيمي» من النخاع الشوكي.[6]
2. متلازمة الحبل الأمامي: إصابة القرن الأمامي والمسالك الأمامية الجانبية، مع إمكانية انقسام الشريان الفقري الأمامي.[6]

معظم الحالات ضمن فئة (أ) حسب تصنيف الجمعية الأمريكية، والفئة (ب)، والفئة (ج) من الشلل، مستوى التصنيف الدولي للحالة يمكن إجراؤه بدون وجود صعوبات كبيرة.

## العلاج
يشير «شلل الأطراف العلوية» إلى تعطل أو فقدان كلاً من وظيفة الكوع واليد. عندما تتعطل وظيفة الأطراف العلوية بسبب إصابة النخاع الشوكي، فإن ذلك يصبح عائقاً يحول دون استعادة القدرة على التحكم الذاتي. ينبغي فحص الأشخاص المصابين بالشلل الرباعي وإخبارهم بشأن الخيارات المتاحة للجراحات الترميمية الخاصة بشلل الذراعين واليدين.

## إنذارات
إن التشخيص المتأخر لإصابة العمود الفقري العنقي له عواقب وخيمة ومميتة. قرابة شخص من كل 20 حالة كسر عنقي قد تم فقدانهم، وثلثي هذه الحالات تقريبا قد تضاعفت إصابتهم والضرر اللاحق بالنخاع الشوكي بسبب التشخيص المتأخر. حوالي 30% من حالات التشخيص المتأخر لإصابات العمود الفقري العنقي تتطور لعجز دائم في الأعصاب. الإصابات العنقية المتقدمة تؤدي إلى شلل كلي. من المرجح أن يحتاج الأشخاص المصابين بالمستوى المتقدم (الفقرة 4 وأعلى) من الشلل الرباعي الرعاية والمساعدة الدائمة في أمور حياتهم اليومية، كارتداء ملابسهم، وتناول طعامهم، وقضاء الحاجة. أما الأشخاص المصابين بالمستوى الأدنى من الشلل الرباعي (الفقرة 5إلى الفقرة 7) فغالبا ما يمكنهم العيش معتمدين على أنفسهم. (بحاجة لمصدر موثوق)
لكن حتى في حالات الإصابات الكاملة، يمكن في حالات نادرة استعادة القليل من القدرة على تحريك الجسم وذلك من خلال جلسات إعادة تأهيل مكثفة، حيث يتم تزويد الجسم بأسلاك جديدة للاتصال العصبي، كما في حالة الممثل الراحل كريستوفر ريف.
فيما يتعلق بحالات الشلل الدماغي، والذي ينتج بسبب ضرر في القشرة الحركية إما قبل، أو خلال (10%)، أو بعد الولادة، فإن الأشخاص المصابين يمكنهم تدريجياً تعلم الوقوف والمشي عن طريق جلسات العلاج الطبيعي.
يمكن للمرضى المشلولين رباعيا تحسين قوة العضلات عن طريق أداء تمارين المقاومة على الأقل ثلاث مرات في الأسبوع. الجمع بين المقاومة التدريب مع تناول التغذية السليمة يمكن أن يقلل كثيرا التواكب المرضي مثل السمنة والسكري من النوع 2.

## علم الأوبئة
يوجد هناك قرابة 5000حالة إصابة للنخاع الشوكي العنقي في الولايات المتحدة، (بمعدل شخص لكل 60000، على افتراض أن عدد السكان 300 مليون نسمة). أما في المملكة المتحدة فهناك حوالي 1000 حالة إصابة كل عام (بمعدل شخص لكل 60000، إذا افترضنا أن عدد السكان يبلغ 60مليون نسمة).
في عام 1988، أشارت التقديرات أن الرعاية الدائمة طيلة الحياة لشخص مصاب بالشلل يبلغ من العمر 27 عاماً، قد كلفت قرابة مليون دولار أمريكي. وقد أشارت كذلك أن مجموع النفقات الوطنية قد بلغ 5.6 بليون دولار أمريكي سنويا. (بحاجة لمصدر موثوق)
أما حاليا، تبلغ التكاليف ما بين 520,000 إلى 550000 دولار سنوياً لتقديم الرعاية سنوياً للأشخاص المصابين بالشلل الرباعي المعتمدين على جهاز التنفس الصناعي للعيش.